# Uebelmannia
Uebelmannia Buining è un genere di piante della famiglia delle Cactacee, endemico del Brasile.

## Tassonomia
Il genere comprende le seguenti specie:
- Uebelmannia buiningii Donald
- Uebelmannia gummifera (Backeb. & Voll) Buining
- Uebelmannia pectinifera Buining